# Comité Olímpico Yugoslavo
El Comité Olímpico Yugoslavo (en croata: Jugoslavenski olimpijski odbor, en serbio: Југословенски олимпијски комитет, romanizado: Jugoslovenski olimpijski komitet; en esloveno: Jugoslovanski оlimpijski komite; en macedonio: Југословенски олимписки комитет, romanizado: Jugoslovenski olimpiski komitet) fue una organización sin fines de lucro que representaba a los atletas de Yugoslavia en el Comité Olímpico Internacional. El COY organizó a los representantes de Yugoslavia en los Juegos Olímpicos de Verano e Invierno.
Fue establecido en Zagreb en 1919 (reconocido por el COI en 1920) como Jugoslavenski olimpijski odbor, antes de mudarse a Belgrado en 1927, y tomó el lugar del Comité Olímpico serbio en la Asociación de Comités Olímpicos Nacionales. Durante la disolución de Yugoslavia, se formaron varios comités nuevos.

## Sucesores
- Comité Olímpico Esloveno (fundado en 1991, reconocido en 1992)
- Comité Olímpico Croata (f. 1991, r. 1993)
- Comité Olímpico de Bosnia y Herzegovina (f. 1992, r. 1993)
- Comité Olímpico de Macedonia del Norte (f. 1992, r. 1993)
- Comité Olímpico de Serbia y Montenegro (1992-2006)
  - Comité Olímpico Montenegrino (f. 2006, r. 2007)
  - Comité Olímpico de Serbia (1910-1918, f. 2006)
- Comité Olímpico de Kosovo (f. 1992, r. 2014)